# Vincent Lavenu
« Lavenu » redirige ici. Pour l’article homophone, voir L'Avenue.
Vincent Lavenu, né le 12 janvier 1956 à Briançon dans les Hautes-Alpes, est un dirigeant d'équipe cycliste et ancien coureur cycliste français. 

## Biographie
Coureur professionnel de 1983 à 1991, il a remporté une étape de la Route du Sud. Entre 1992 et 2024, il est directeur sportif, puis manager de l'équipe AG2R Citroën, anciennement appelée AG2R La Mondiale, Casino et AG2R Prévoyance.
Au début des années 2020, la formation connait une mutation importante, cherchant à gagner en professionnalisme pour rivaliser avec les meilleures équipes mondiales. Vincent Lavenu, fondateur de l'équipe en 1992, subit les conséquences de ces changements. Après avoir vendu l'équipe à AG2R La Mondiale en 2022 pour 8 000 euros, il est démis de ses fonctions de directeur général en 2023, remplacé par Dominique Serieys. Rétrogradé au poste de manager sportif pour la saison 2024, Lavenu est finalement remercié en août par le nouveau comité de direction, qui souhaitait une gestion plus rigoureuse. Sa mise à l'écart serait liée à un manquement d'information concernant Franck Bonnamour, suspendu par l'UCI pour des raisons liées à son passeport biologique. Après trente-deux ans de service, Lavenu est donc évincé de l'équipe qu'il avait fondée.
En janvier 2025, Vincent Lavenu annonce dans L'Équipe rejoindre comme parrain bénévole le projet de création d'équipe cycliste professionnelle Ma Petite Entreprise. Cette nouvelle équipe a pour ambition de se financer grâce aux soutiens de plusieurs milliers de TPE/PME françaises.

## Palmarès
- 1977
  - Grand Prix Paul Guignard
- 1979
  - Nice-Les Orres-Nice :
    - Classement général
    - 1re étape

  - Circuit des Cévennes
- 1980
  - Grand Prix du Faucigny

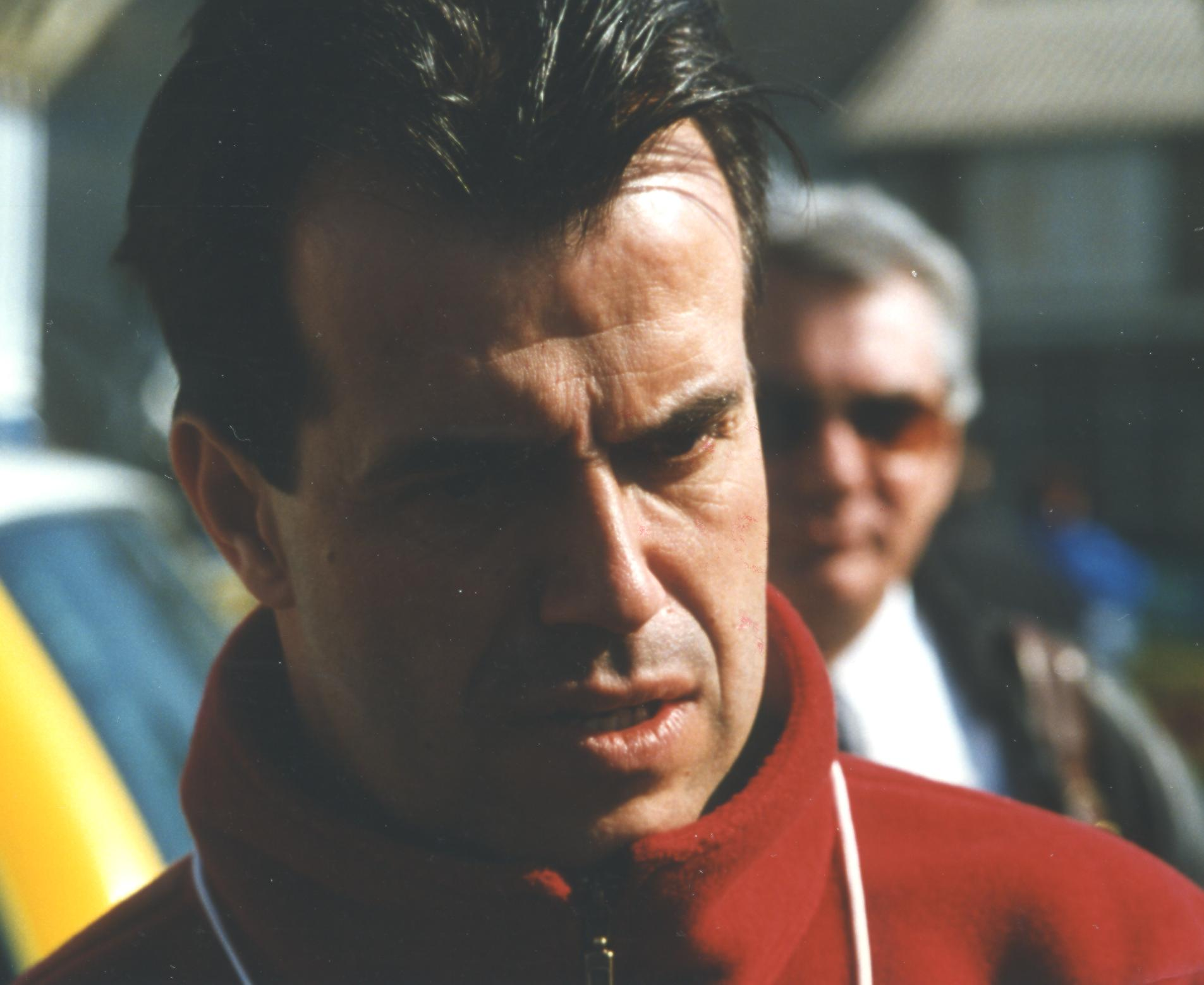
Vincent Lavenu lors de Paris-Nice 1997.

  - 2e du Grand Prix de Cours-la-Ville
  - 3e du Tour du Pays de Gex
- 1981
  - Circuit de Saône-et-Loire
  - 3e du Grand Prix de Cours-la-Ville
- 1982
  - 1re étape du Circuit de Saône-et-Loire
- 1984
  -  Champion de France de l'américaine (avec Michel Charréard)
  - 2e du Grand Prix de Rennes
  - 3e de la Ronde des Pyrénées
- 1985
  - 3e du Circuit du Sud-Est
- 1986
  - 3e du Grand Prix de Rennes
- 1987
  - Ronde des Pyrénées méditerranéennes
- 1988
  - 13e étape du Tour du Portugal
  - 3e du Championnat de France de la course aux points
- 1990
  - 3eb étape de la Route du Sud
  - 2e du Tour du Chablais

## Résultats sur les grands tours

### Tour de France
1 participation
- 1989 : 65e

## Décorations
- Chevalier de la Légion d'honneur (décret du 31 décembre 2014)[4],[5]